# فيرنر براون
فيرنر براون (بالعبرية: ורנר בראון‏) هو مصور إسرائيلي، ولد في 12 يونيو 1918 في نورنبرغ في ألمانيا، وتوفي في 25 ديسمبر 2018.

## قصة حياته
ولد براون في نورمبرج بألمانيا. في سن الثامنة عشرة تعرض لأول مرة للتصوير الفوتوغرافي من خلال ابن صاحب العمل في ورشة في مدينة فرات. في عام 1937، بعد صعود النازية إلى السلطة، انتقل براون لأول مرة إلى الدنمارك حيث نشر في الجريدة حوالي 70 سلسلة من صور المباريات تسمى: stick & stav. بعد فترة معينة انتقل إلى السويد حيث التحق بتدريب شباب عاليه.
في عام 1946 هاجر إلى أرض إسرائيل واستقر في القدس. في البداية عمل مع مصور لبناني مسيحي كان يعمل بالقرب من بوابة يافا. في عام 1947 قام بشراء معمل للتصوير في 31 شارع بن يهودا، وأطلق عليه اسم «فوتو أوروبا». جند براون في الدفاع وعمل مختبره في المدينة طوال حرب الاستقلال. شارك في القتال من أجل القدس خلال حرب الاستقلال. من 1948 كان يعمل على مصور صحفي حر وفي 22 فبراير، 1948 كان صورت الهجوم على شارع بن يهودا في القدس.
منذ تأسيس دولة إسرائيل حتى حرب يوم الغفران، كان أحد كبار المصورين في الصندوق القومي اليهودي مع: فريد شيسنيك وأليكس سترازميستر وديفيد حارس. من عام 1952 إلى عام 1998، شغل منصب المصور الرئيسي للجامعة العبرية في القدس. في عام 1952 التقى في إيلات «عصابة جاك كوستو الفرنسية» كما سماها، «ثم التقطوا صوراً تحت الماء في البحر الأحمر، هم الذين علموني الغوص؛ عندما رأيت المناظر الطبيعية تحت الماء، تعاقدت على الفور بكتيريا التصوير تحت الماء. - مايو».
في عام 1955، قام مع إدي هيرشبين بتصوير فيلم وثائقي على بحيرة الحولة لمدة عام تقريبًا (تم إنتاج الفيلم وعرضه على التلفزيون الإسرائيلي في عام 1989). في عملية سيناء، عمل براون كمصور عسكري. منذ عام 1956 كان مصورًا رسميًا لمكتب الصحافة الحكومي وكجزء من دوره قام بتصوير محاكمة أيخمان. في عام 1964 ذهب في جولة نقاشية في الولايات المتحدة والمكسيك حول «النباتات والحيوانات في البحر الأحمر»، رافقت المحاضرات صور التقطتها خلال منطقة العمل. في عام 1966 بدأ أيضًا التخصص في التصوير الجوي في إسرائيل.
توفي ويرنر براون في 25 ديسمبر 2018. عاش في مفسيرت تسيون مع زوجته أنات روتم براون وهي فنانة أيضًا.

## عمله الفني
فيرنر براون، الذي ينتمي إلى الجيل المؤسس للتصوير الصحفي الحديث في إسرائيل، هو واحد من أعظم عشرة مصورين صوروا للصندوق القومي اليهودي من أوائل القرن العشرين حتى الستينيات، بمن فيهم: زولتان كلوغر، شموئيل يوسف شفايغ، يعقوب روزنر، أفراهام مالافسكي ولازار داينر وتيم جيديل وفيرنر براون وفريد تزيسنيك وأليكس سترزميستر وديفيد هاريس.
قام براون بتوثيق الحياة في البلاد منذ عام 1947. على الرغم من أن أسلوبه مباشر وهادف، إلا أن أعماله تعبر عن مزيج من العاطفة الحسية مع الحساسية الدقيقة للضوء واللون. بدافع الضرورة، كانت أعماله الأولى باللونين الأبيض والأسود، مع ظهور اللون في الصحافة إضافة اللون إلى أعماله. تم التقاط الصور الجوية والتصوير تحت الماء وتصوير المناظر الطبيعية في وقت لاحق بالألوان. لا يستخدم الفنان فيرنر براون مؤثراته أو حركاته المثيرة في صوره. على حد قوله، لماذا تبحث عن «حيل فنية» في المختبر، بينما الفن نفسه حي ويتنفس من فوق (في الهواء)، في (البحر!)، وفي (البر!)؟ يحق للفنان أن يختار: ما هي التفاصيل التي سيستخرجها من هذا المجموع الموجود حوله.
تأثر براون بأفكار «التصوير الفوتوغرافي الجديد» في ألمانيا في الثلاثينيات من القرن الماضي، والتي تؤكد على الصفات المستقلة للتصوير الفوتوغرافي كوسيلة تكنولوجية حديثة، لكنه يجمع بين هذه الأفكار والميل الثقافي لجيل 1948 - من ناحية حرة وتحرر رسميًا، ومن ناحية أخرى يستجيب شاني لمشاعر القلب والرغبات الجماعية للجالية اليهودية في أرض إسرائيل.
في عام 1989، منحه متحف إسرائيل جائزة إنريكي كابلين للتصوير الفوتوغرافي. يقرأ تفكير لجنة التحكيم (البروفيسور حنان لاسكين والقائمين على المعرض نيسان بيريز ويغال زالمونا)، من بين أمور أخرى: «منذ قدومه إلى إسرائيل، ساهم بشكل كبير في هذا المجال من التصوير الفوتوغرافي وخلق مجموعة غنية من التصوير الفوتوغرافي على مدى عقود من الزمن. النشاط المهني. والإنسان، والحساسية التصويرية والجودة في البلاد، قررت اللجنة بالإجماع منح جائزة هورنر براون، تقديراً لإنجازه مدى الحياة ومساهمته في التصوير الصحفي والأفلام الوثائقية في إسرائيل».
في مجلة "Studio" للفن ، كُتب: «ينتمي براون إلى جيل مصوري» Hayek «الذين أتوا إلى إسرائيل في أوائل الثلاثينيات مع صعود النازية. يظهر تنوعًا كبيرًا ومجموعة واسعة من الموضوعات: الصور الصحفية الوثائقية (التي لطالما كانت وثائق تاريخية قيّمة!)، الصور الجوية، الصور الفوتوغرافية تحت الماء، صور التزلج، المناظر الطبيعية الساحرة والطبيعة، المناظر الطبيعية البشرية والاجتماعية - بلمسة إنسانية مصحوبة بنبرة رقيقة من الفكاهة، صور وعراة حساسة وحساسة، وأساسا كل شيء؛ وبالمثل فإنه يريد أن يأخذ عينيه - شخصيًا، من خلال الكاميرا، والعالم بأسره. تعد كاميرته جزءًا لا يتجزأ من جسده، ويقظ دائمًا للبحث عن اللحظات الخاصة وفريدة من نوعها مثل تحدث».
من الصعب العثور على خط أسلوبي موحد لصوره. فيرنر مثل طفل فضولي مهتم بكل شيء. بعض الأمثلة: «لم يكن لدي المال لرحلات خاصة لتصويرها من الجو، لذلك عندما طلبوا الصور الجوية معي، كانت هذه فرصة لي لـ» سرقة «بعض» الصور الخاصة «لنفسي أيضًا». «لقد أحببت أشجار الزيتون (موضوع كتابه الأول للصور) وانتقلت منها إلى محبي الآخرين للمناظر الطبيعية والطبيعة». المبدأ التوجيهي الذي يعمل كخيط ثانٍ في جميع صوره هو «ألعاب الضوء».
في عام 2012، منحت لجنة الفنون البصرية لليانصيب منحة للفنانين: جاليليا بلوتكين، مارغوت ساده، بوريس كارمي، مدن جلاس وارنر براون لتنفيذ مشروع حول «القرية العربية في إسرائيل حتى منتصف القرن العشرين.».

## المعارض
- 1975 محاضرة في متحف إسرائيل، «القدس بالثلاثي»، عرض شرائح سمعي بصري وشاشات متعددة
- 1998 معارض فردية في متحف تل حاي للتصوير الفوتوغرافي. 50 عامًا من التصوير الفوتوغرافي لأوتزار زئيف هيرتز. (تم عرض المعرض أيضًا في قاعة مدينة نورمبرغ، ألمانيا)

المعارض المشتركة :
- 1990 يشارك في معرض «40 عاما من التصوير الصحفي في إسرائيل»، صالة فولبرغ، سان فرانسيسكو
- 2000 «الإطار الزمني» - مائة عام من التصوير الفوتوغرافي في إسرائيل، متحف إسرائيل / القيم الفني: نيسان بيريز
- 2001 تصوير فوتوغرافي في فلسطين / إسرائيل في الثلاثينيات والأربعينيات، متحف هرتسليا
- 2001 «المجد والمجد» متحف أرض إسرائيل [6].
- سبتمبر 2006 بين حدود الفضاء وحدود المكان - خطاب فوتوغرافي على منظر طبيعي للأرض، متحف تل حاي، القيم الفني: نعمة شايكين
- 2009 أغنية البحيرة تاريخ فوتوغرافي لبحيرة الحولة، 1900-2009 معرض تحية للمصور بيتر ميروم بيت أوري ومتحف رامي نهوشتان.
- 2010 «الرجل العجوز»: دافيد بن غوريون وإرثه في مرآة الفن في إسرائيل، غاليري أبراهام بارون للفنون ومعرض مجلس الشيوخ، جامعة بن غوريون في النقب. القيمون: البروفيسور حاييم مئور وطلاب في دورة القيّمين
- 2014 مدرسة القدس مسراره للتصوير في بات عين أوتزار إيال بن دوف

## الجوائز
- 1979 الجائزة الثالثة في مسابقة نيكون الدولية
- 1989 جائزة إنريكي كابلين لإنجازه مدى الحياة في التصوير الفوتوغرافي
- 2007 فاز فيرنر براون بجائزة منتدى الحفاظ على السمعيات والمرئيات في إسرائيل (مهرجان القدس السينمائي ومنتدى الحفاظ على الذاكرة السمعية البصرية في إسرائيل).

## كتب
- تل أبيب - يافا ويرنر براون شفيرين كارمون كرمل للنشر، 1953.
- أشجار الزيتون، كرمل للنشر 1958.
- البحر الأحمر أزرق في أعماقه نشره أ. ليفين ابشتاين، 1966.
- مواليد: صور من بدايه البلد : ويرنر براون... [وآخرون] 2002.

## روابط خارجية
- معرض جديد في متحف تل حاي نسخة محفوظة 2014-07-28 على موقع واي باك مشين.
- بين حدود الفضاء وحدود الفضاء
- فيرنر براون، الفائز بجائزة منتدى الحفاظ على السمعيات والمرئيات في إسرائيل، 2007
- ويرنر براون: «الصورة الجيدة تساوي ألف كلمة» شلومو هار باز